# Christoph Friedrich von Suckow
Christoph Friedrich von Suckow, auch von Sukow, (* vor 1695; † 26. Juni 1734) war ein deutscher Jurist. Er war der erste Leiter des Hofgerichts Köslin.
Er stammte aus der pommerschen adligen Familie von Suckow, die erstmals im 17. Jahrhundert nachweisbar ist und in der zweiten Hälfte des 18. Jahrhunderts erlosch.
Christoph Friedrich von Suckow studierte ab 1695 Rechtswissenschaften an der Universität Greifswald. Er wurde 1699 adliger Hofgerichtsreferendar am Hofgericht Stargard und 1703 dort Hofgerichtsrat. Ferner wurde er am Stargarder Konsistorium 1709 Konsistorialassessor und 1715 Konsistorialdirektor.
Im Jahre 1720 erfolgte im preußischen Hinterpommern unter König Friedrich Wilhelm I. die Gründung eines Hofgerichts Köslin, dessen Gerichtsbezirk aus dem des Hofgerichts Stargard herausgelöst wurde. Christoph Friedrich von Suckow wurde Leiter des neuen Gerichts, erhielt am 16. September 1720 den Titel eines Geheimen Rates und unter dem 24. September 1720 seine Bestallung.  Seine Amtsbezeichnung war „Hofgerichtsverwalter und Direktor“, erst seine Nachfolger erhielten die Amtsbezeichnung „Präsident“. Die Eröffnung des Hofgerichts erfolgte dann am 3. Dezember 1720 in Köslin. Christoph Friedrich von Suckow starb im Jahre 1734, sein Nachfolger im Amt wurde Henning Franz von Münchow.
Christoph Friedrich von Suckow war in erster Ehe mit Dorothea Euphrosina, einer geborenen von Wedel, und in zweiter Ehe mit Juliane Charlotte, einer geborenen von Bornstaedt, verheiratet.
Christoph Friedrich von Suckow war Erbherr auf Schlötenitz und Kitzerow. In Schlötenitz, südwestlich von Stargard in Pommern gelegen, gehörte seiner Familie der Anteil Schlötenitz B. Im Jahre 1736 verkauften seine Erben Schlötenitz B. Kitzerow, nordöstlich von Stargard gelegen, gehörte seiner Familie ganz.